# Julia (voornaam)
Julia of Iulia is een meisjesnaam. Het is de vrouwelijke vorm van Julius. De naam is afgeleid van de Gens Julia, een Romeins nomen gentile, min of meer een familienaam.
De betekenis is niet zeker, de naam wordt wel in verband gebracht met het Griekse ioulos, wat zoveel betekent als "de eerste wollige baardharen" oftewel "de jeugdige". De naam kan ook zijn afgeleid van Jovilius, "aan Jupiter gewijd".
In 2018 was Julia de populairste meisjesnaam in Nederland.

## Bekende naamdraagsters

### Romeinse oudheid
- Julia Caesaris, de dochter van Julius Caesar
- Verscheidene vrouwen uit de Gens Julia, vaak met als volledige naam Julia Caesaris, onder wie:
  - Julia Augusta (naam van Livia Drusilla, na voorlezing van het testament van Keizer Augustus in 14 n.Chr.)
  - Julia Caesaris maior (dochter van Augustus) ofwel Julia de Oudere
  - Julia Caesaris minor of Julia de Jongere, dochter van voorgaande
  - Julia Agrippina, bekend als Agrippina minor, de dochter van Agrippina maior
- Julia Titi, keizerin
- In Romeinen 16:15 doet de schrijver de groeten aan Julia, waarover verder niets bekend is

### Heiligen
- Julia van Corsica, kerkelijke feestdag 22 mei
- Julia, martelares in Troyes (gestorven rond 270), kerkelijke feestdag 21 juli

### Bekende Nederlandse naamdraagsters
- Julia Elisabeth Samuël, een Nederlandse oud-televisie- en radiopresentatrice
- Julia Op ten Noort, een Nederlandse jonkvrouw en nationaalsocialistische politiek activiste
- Julia Batelaan, een Nederlandse actrice o.a. bekend als Amy Kortenaar in Goede Tijden Slechte Tijden
- Julia Boschman, een Nederlandse zangers die op 27 november 2021 de nieuwe blonde van K3 werd.

### Bekende Belgische naamdraagsters
- Julia Tulkens, een Vlaamse dichteres
- Julia Cuypers, een uit België afkomstige Nederlandse actrice in theater en film

### Bekende buitenlandse naamdraagsters
- Julia Carlsson, een Zweedse voetbalster
- Julia Stiles, een Amerikaanse toneelspeelster en filmactrice
- Julia Roberts, een Amerikaanse actrice
- Joelija Tymosjenko, een Oekraïense ondernemer en politica en premier van Oekraïne
- Júlia Sebestyén, een Hongaarse kunstschaatsster
- Julia Schruff, een Duitse professionele tennisspeelster
- Julia Fischer, een Duitse violiste
- Julie Walters, een Engelse actrice en schrijfster

### Fictieve naamdraagsters
- Julia uit Romeo en Julia
- Julia uit Najib en Julia